# 상대론적 양자역학
물리학에서 상대론적 양자역학(영어: Relativistic quantum mechanics)은 특수상대론적 시공간에서 양자역학을 서술한다. 특수상대론은 푸앵카레 군에 대해 대칭성을 가지고 있다. 따라서, 상대론적 양자 역학은 양자역학을 푸앵카레 군에 공변하게 만든 공식화이다. 이 이론은 빛의 속력에 가까운 속력으로 전파되는 큰 입자에 적용할 수 있다. 또한 질량이 없는 입자를 수용할 수 있다. 이 이론은 고에너지 물리학, 입자 물리학 및 가속기 물리학뿐만 아니라 원자 물리학, 화학 및 응집 물질 물리학에 적용된다. 비상대론적 양자역학은 갈릴레이 상대성의 맥락에서 적용되는 양자역학의 수학적 공식화를 말하며, 보다 구체적으로는 동역학적 변수를 연산자로 대체하여 고전 역학의 방정식을 양자화한다. 상대론적 양자역학은 특수상대성이론을 적용한 양자역학이다. 슈뢰딩거 묘사 및 하이젠베르크 묘사과 같은 이전 공식화는 원래 비상대론적 배경에서 공식화되었지만 그 중 일부(예: 디랙 또는 경로 적분 형식주의)는 특수 상대성 이론을 적용해도 작동한다.
모든 상대론적 양자역학에 공통적인 주요 특징은 다음과 같다: 반물질 예측, 기본 스핀 1/2 페르미온의 스핀 자기 모멘트, 미세 구조 및 전자기장에서 하전된 입자의 양자 역학. 이 이론의 핵심 결과는 이러한 예측이 자동으로 나타나는 디랙 방정식이다. 대조적으로, 비상대론적 양자 역학에서는 실험적 관찰과의 일치를 달성하기 위해 해밀턴 연산자에 항을 인위적으로 도입해야 한다.
가장 성공적인(그리고 가장 널리 사용되는) 상대론적 양자역학은 기본 입자가 장 양자로 해석 되는 상대론적 양자장 이론이다. 다른 상대론적 양자역학에 대해 테스트된 양자장론의 고유한 결과는 예를 들어 물질 생성 및 소멸에서 입자 수 보존 위반이다.
이 문서에서 방정식은 친숙한 3차원 유클리드 공간에서 벡터 미적분학 표기법으로 작성되었으며 연산자에 모자 기호를 사용하고(문헌에 반드시 있는 것은 아님) 공간 및 시간 구성 요소를 함께 모을 수 있는 경우 텐서 인덱스 표기법도 표시된다(문헌에서 자주 사용됨)., 또한 아인슈타인 표기법이 사용된다. 여기서는 SI 단위가 사용된다. 가우스 단위 와 자연 단위는 SI단위의 일반적인 대안이다. 모든 방정식은 위치 변수로 표현되어 있다. 운동량 변수로 표현하려면 방정식은 푸리에 변환 되어야 한다. 위치 및 운동량 공간을 참조.

## 특수 상대성 이론과 양자역학의 결합
한 가지 접근 방식은 슈뢰딩거 묘사을 특수 상대성 이론과 일치하도록 수정하는 것이다.
양자 역학의 가정은 모든 양자 계의 시간 진화가 계에 해당하는 적절한 해밀토니안 연산자 Ĥ를 사용한 슈뢰딩거 방정식
{\displaystyle i\hbar {\frac {\partial }{\partial t}}\psi ={\hat {H}}\psi }
에 의해 주어진다는 것이다.
이 방정식의 해는 계의 움직임을 설명하는 시간 t에서 입자의 3차원 위치 벡터 r의 함수인 복소수 값 파동 함수 ψ(r, t)이다.
모든 입자는 음이 아닌 스핀 양자수 {\displaystyle s}를 가진다. 숫자 {\displaystyle 2s}는 정수이며, 페르미온과 보손의 경우 홀수이다. 각 {\displaystyle s}는 {\displaystyle 2s+1}개의 {\displaystyle z}-사영 양자수 {\displaystyle \sigma =s,s-1,\dots ,-s+1,-s}를 가진다. 이것은 파동 함수 {\displaystyle \psi (\mathbf {r} ,t,\sigma )}에 필요한 추가적 이산 변수이다.
역사적으로 1920년대 초반에 파울리, 크로닉, 울렌벡 및 구즈밋이 처음으로 스핀의 개념을 제안했다. 파동함수에 스핀을 포함시키면 파울리 배타 원리(1925)와 피에르츠가 발표한 일반적인 스핀-통계 정리(1939)가 통합된다. 이것은 원자, 핵(따라서 주기율표의 모든 원소 및 화학)의 전자 배열에서 쿼크 배열 및 색전하 (따라서 바리온과 중간자의 특성)에 이르는 다양한 아원자 입자의 거동 및 현상에 대한 설명이다:
상대론적 에너지-운동량 관계는 특수 상대성 이론의 근본적인 예측이다. 질량 {\displaystyle m}인 입자, 에너지 {\displaystyle E} 및 스칼라곱을 통해 정의된 크기 {\displaystyle p={\sqrt {\mathbf {p} \cdot \mathbf {p} }}}를 갖는 3- 운동량 {\displaystyle p}를 갖는 특정 기준틀에서 그것은:
{\displaystyle E^{2}=c^{2}\mathbf {p} \cdot \mathbf {p} +(mc^{2})^{2}\,.}
이 방정식은 각각 에너지 및 운동량 연산자
{\displaystyle {\hat {E}}=i\hbar {\frac {\partial }{\partial t}}\,,\quad {\hat {\mathbf {p} }}=-i\hbar \nabla }
와 함께 상대론적 파동 방정식을 얻는데에 사용된다: 에너지-운동량 관계와 일치하는 편미분 방정식을 구성하고 {\displaystyle \psi }에 대해 풀어 입자의 양자 역학을 예측한다. 상대성 이론에서와 같이 공간과 시간이 동등한 입장에 놓이려면 공간과 시간 편미분의 차수가 같아야 하며 이상적으로는 미분의 초기 값을 지정할 필요가 없도록 가능한 한 낮아야 한다. 이는 아래에 예시된 확률 해석에 중요하다. 모든 미분 방정식의 가능한 가장 낮은 차수는 1차이다(0차 미분은 미분 방정식을 형성하지 않다).
하이젠베르크 묘사는 양자역학의 또 다른 공식화이다. 이 경우 파동함수 {\displaystyle \psi }는 시간 독립적이고 연산자 {\displaystyle A(t)}는 운동 방정식에 의해 지배되는 시간 의존성을 포함한다.
{\displaystyle {\frac {d}{dt}}A={\frac {1}{i\hbar }}[A,{\hat {H}}]+{\frac {\partial }{\partial t}}A\,,}
이 방정식은 하이젠베르크 연산자가 특수상대성과 일치하도록 수정된 경우 상대론적 양자역학에서도 참이다.
역사적으로 1926년경에 슈뢰딩거와 하이젠베르크는 파동 역학과 행렬 역학이 동등하다는 것을 보여주고 나중에 변환 이론을 사용하여 디랙에 의해 발전되었다.
상대론적 파동 방정식이 임의의 스핀 입자에 대해 개발되는 동안 처음 도입된 상대론적 파동 방정식에 대한 보다 현대적인 접근 방식은 로런츠 군 표현을 적용하는 것이다.

### 공간과 시간
고전 역학 및 비상대론적 양자역학에서 시간은 모든 관찰자와 입자가 항상 동의할 수 있는 절대량이며 공간과 관계없이 뒷배경에서 흘러간다. 따라서 비상대론적 양자역학에서 다입자 계는 파동함수 ψ(r1, r2, r3, ..., t, σ1, σ2, σ3...)로 표현된다.
상대론적 역학에서 공간 좌표와 좌표 시간은 절대적이지 않다. 서로 상대적으로 움직이는 두 관찰자는 서로 다른 위치와 사건 시간을 측정할 수 있다. 위치와 시간 좌표는 사건에 해당하는 4차원 시공간 위치 {\displaystyle \mathbf {X} =(ct,\mathbf {r} )}로 자연스럽게 결합되고, 에너지와 3-운동량은 {\displaystyle a}의 4-운동량 {\displaystyle \mathbf {P} =(E/c,\mathbf {p} )}로 자연스럽게 결합된다. 일부 기준틀에서 측정된 동적 입자는 고려 중인 원래 기준틀에 대해 부스트 및 회전된 다른 기준틀에서 측정할 때 로런츠 변환에 따라 변경된다. 도함수 연산자, 따라서 에너지 및 3-운동량 연산자도 로렌츠 변환에 대해 바뀐다.
민코프스키 공간에서 적절한 정시적 로헌츠 변환 {\displaystyle (\mathbf {r} ,t)\rightarrow \Lambda (\mathbf {r} ,t)}에 대해 모든 단일 입자 양자 상태 {\displaystyle \psi _{\sigma }}는 로렌츠 군의 어떤 표현 {\displaystyle D}에 대해 국소적으로 변환된다.
{\displaystyle \psi _{\sigma }(\mathbf {r} ,t)\rightarrow D(\Lambda )\psi _{\sigma }(\Lambda ^{-1}(\mathbf {r} ,t))}
여기서 {\displaystyle D(\Lambda )}는 유한 차원 표현, 즉 (2s + 1)×(2s + 1) 정방 행렬이다. 다시 말하지만, {\displaystyle \psi }는 {\displaystyle \sigma }의 (2s + 1)가지 허용 값을 갖는 성분을 포함하는 열 벡터로 본다. 양자수 s와 {\displaystyle \sigma }뿐만 아니라 다른 양자수를 나타내는 연속적 또는 이산적 레이블은 표시하지 않는다. 하나의 {\displaystyle \sigma } 값은 표현에 따라 두 번 이상 발생할 수 있다.

### 비상대론적 및 상대론적 해밀토니안
퍼텐셜 조건에 있는 입자에 대한 고전적인 해밀토니안은 운동 에너지 {\displaystyle \mathbf {p} \cdot \mathbf {p} /2m} 더하기 위치 에너지 {\displaystyle V(\mathbf {r} ,t)}이며 슈뢰딩거 묘사에서 해당 양자 연산자를 사용한다.
{\displaystyle {\hat {H}}={\frac {{\hat {\mathbf {p} }}\cdot {\hat {\mathbf {p} }}}{2m}}+V(\mathbf {r} ,t)}
이것을 위의 슈뢰딩거 방정식에 대입하면 파동함수에 대한 비상대론적 양자역학 방정식이 된다. 이 절차는 간단한 표현을 곧바로 대입하는 것이다. 그러나, 상대론적 양자역학에서 이것은 쉽지 않다. 에너지-운동량 방정식은 에너지와 운동량의 2차 방정식으로 어려움을 초래한다. 순진한 설정:
{\displaystyle {\hat {H}}={\hat {E}}={\sqrt {c^{2}{\hat {\mathbf {p} }}\cdot {\hat {\mathbf {p} }}+(mc^{2})^{2}}}\quad \Rightarrow \quad i\hbar {\frac {\partial }{\partial t}}\psi ={\sqrt {c^{2}{\hat {\mathbf {p} }}\cdot {\hat {\mathbf {p} }}+(mc^{2})^{2}}}\,\psi }
은 여러 가지 이유로 도움이 되지 않는다. 연산자의 제곱근은 있는 그대로 사용할 수 없다. 각 항에서 거듭제곱된 모멘텀 연산자가 {\displaystyle \psi }에 작용할 수 있기 전에 멱급수로 확장되어야 한다. 멱급수의 결과로 공간 및 시간 변수에 대한 미분은 완전히 비대칭이다. 다시 말하지만, 역시 불변하지 않는 제곱근과 동일시되는 에너지 연산자의 비불변성 문제가 있다. 덜 명백하고 더 심각한 또 다른 문제 국지적이지 않은 것으로 보일 수 있고 심지어 인과성을 위반하는 것으로 보일 수 있다: 입자가 처음에 {\displaystyle \mathbf {r} _{0}}에 위치하고 있었다면, {\displaystyle \psi (\mathbf {r} _{0},t=0)}는 유한하고 나머지 위치에서는 0이다. 그러면 , 이후 언제든지 방정식은 모든 곳에서 {\displaystyle \psi (\mathbf {r} ,t)\neq 0}인 비국지성을 예측한다. 심지어  이는 입자가 빛의 펄스가 도달하기 전에 한 지점에 도달할 수 있음을 의미하는 |r| > ct 일 때도 0이 아니다. 이는 추가 제약 조건 {\displaystyle \psi (|\mathbf {r} |>ct,t)=0}으로 해결해야 한다.
비상대론적 슈뢰딩거 이론의 예측이 아닌 해밀토니안에 스핀을 통합하는 문제도 있다. 스핀이 있는 입자는 보어 마그네톤인 {\displaystyle \mu _{B}}단위로 양자화된 해당 스핀 자기 모멘트를 갖는다.
{\displaystyle {\hat {\boldsymbol {\mu }}}_{S}=-{\frac {g\mu _{B}}{\hbar }}{\hat {\mathbf {S} }}\,,\quad \left|{\boldsymbol {\mu }}_{S}\right|=-g\mu _{B}\sigma \,,}
여기서 {\displaystyle g}는 입자의 (스핀) g-계수이고 {\displaystyle \mathbf {S} }는 스핀 연산자이므로 전자기장과 상호 작용한다. 외부에서 가해진 자기장 {\displaystyle \mathbf {B} }에 있는 입자의 경우 상호 작용 항
{\displaystyle {\hat {H}}_{B}=-\mathbf {B} \cdot {\hat {\boldsymbol {\mu }}}_{S}}
이 위의 비상대론적 해밀토니안에 추가되어야 한다. 반대로; 상대론적 해밀토니안은 상대론적 에너지-운동량 관계를 시행하기 위한 요구 사항으로 스핀을 자동으로 도입한다.
상대론적 해밀턴은 다음과 같은 점에서 비상대론적 양자역학과 유사하다. 고전적인 위치 에너지 항과 유사한 질량 및 외부 적용 장과의 상호 작용 항을 포함하는 항과 고전적인 운동 에너지 항과 같은 운동량 항이 있다. 주요 차이점은 상대론적 해밀토니언은 행렬 곱셈이 스핀 인덱스 {\displaystyle \sigma }에 대해 실행되는 행렬 형식의 스핀 연산자를 포함하므로 일반적으로 상대론적 해밀토니안은 다음과 같다.
{\displaystyle {\hat {H}}={\hat {H}}(\mathbf {r} ,t,{\hat {\mathbf {p} }},{\hat {\mathbf {S} }})}
이는 공간, 시간, 모멘텀 및 스핀 연산자의 함수이다.

### 자유 입자에 대한 클라인-고든 및 디랙 방정식
에너지 및 운동량 연산자를 에너지-운동량 관계로 직접 대체하는 것은 클라인-고든 방정식을 얻기 위해 언뜻 보기에 매력적으로 보일 수 있다.
{\displaystyle {\hat {E}}^{2}\psi =c^{2}{\hat {\mathbf {p} }}\cdot {\hat {\mathbf {p} }}\psi +(mc^{2})^{2}\psi \,,}
특히 1925년 슈뢰딩거가 자신의 이름을 딴 비상대론적 방정식을 발견하기 전, 그리고 방정식에 전자기 상호작용을 포함시킨 클라인과 고든이 1927년에 발견했다. 이것은 상대론적으로 불변이지만 이 방정식만으로는 적어도 두 가지 이유로 상대론적 양자역학 대한 충분한 기초가 되지 않는다. 이 방정식은 스핀 없는 입자에만 적용할 수 있다. 그리고 이 방정식은 다음과 같은 형식으로 인수 분해될 수 있다.
{\displaystyle \left({\hat {E}}-c{\boldsymbol {\alpha }}\cdot {\hat {\mathbf {p} }}-\beta mc^{2}\right)\left({\hat {E}}+c{\boldsymbol {\alpha }}\cdot {\hat {\mathbf {p} }}+\beta mc^{2}\right)\psi =0\,,}
여기서 {\displaystyle {\boldsymbol {\alpha }}=(\alpha _{1},\alpha _{2},\alpha _{3})} 및 {\displaystyle \beta }는 단순히 숫자나 벡터가 아니라 i ≠ j 에 대한 반교환성에 필요한 4 × 4 에르미트 행렬이다.
{\displaystyle \alpha _{i}\beta =-\beta \alpha _{i},\quad \alpha _{i}\alpha _{j}=-\alpha _{j}\alpha _{i}\,}
그리고.
{\displaystyle \alpha _{i}^{2}=\beta ^{2}=I}
라서 2차 도함수가 혼합된 항은 취소되고 2차 도함수는 순전히 공간과 시간 변수에 대해 남는다. 첫 번째 인수:
{\displaystyle \left({\hat {E}}-c{\boldsymbol {\alpha }}\cdot {\hat {\mathbf {p} }}-\beta mc^{2}\right)\psi =0\quad \Leftrightarrow \quad {\hat {H}}=c{\boldsymbol {\alpha }}\cdot {\hat {\mathbf {p} }}+\beta mc^{2}}
는 디랙 방정식이다. 다른 인수도 디랙 방정식이지만 음의 질량을 가진 입자에 대한 것이다. 각 인자는 상대론적으로 불변한다. 이런 추론은 다른 방식으로 수행될 수 있다. 디랙이 1928년에 했던 것처럼 위의 형식으로 해밀토니안을 제안한 다음, 연산자의 다른 인수 {\displaystyle E-c{\boldsymbol {\alpha }}\cdot \mathbf {p} -\beta mc^{2}}를 방정식을 미리 곱하고 클라인-고든 방정식은 {\displaystyle {\boldsymbol {\alpha }}}및 {\displaystyle \beta }에 대한 제약 조건을 결정하는 것과 비교한다. 양의 질량 방정식은 연속성을 잃지 않고 계속 사용될 수 있다. {\displaystyle \psi }를 곱하는 행렬은 그것이 클라인-고든 방정식에서 허용되는 스칼라 파동 함수가 아니라 대신 4개 구성요소 엔티티여야 함을 시사한다. 디랙 방정식은 여전히 음의 에너지 해를 예측하므로 디랙은 음의 에너지 상태가 항상 점유되어 있다고 가정했다. 왜냐하면 파울리 원리에 따르면 원자의 양에서 음의 에너지 수준으로의 전자 전이가 금지되기 때문이다. 자세한 내용은 디랙 바다 참조.

### 밀도 및 흐름
비상대론적 양자역학에서 파동함수 {\displaystyle \psi }의 절대값 제곱 {\displaystyle \rho =|\psi |^{2}}은 확률 밀도 함수이다. 이것은 1927년경의 코펜하겐 해석이다. 상대론적 양자역학에서 {\displaystyle \psi (\mathbf {r} ,t)}는 파동 함수이지만 확률 해석은 비상대론적 양자역학에서와 동일하지 않다. 일부 상대론적 파동 방정식는 확률 밀도 {\displaystyle \rho } 또는 확률 흐름 j ( 확률 흐름 밀도를 의미)을 예측하지 않는다. 왜냐하면 확률 밀도 {\displaystyle \rho } 또는 확률 흐름 밀도는 시간과 공간의 양의 양의 정부호 함수가 아니기 때문이다. 디랙 방정식은 다음을 의미한다:
{\displaystyle \rho =\psi ^{\dagger }\psi ,\quad \mathbf {j} =\psi ^{\dagger }\gamma ^{0}{\boldsymbol {\gamma }}\psi \quad \rightleftharpoons \quad J^{\mu }=\psi ^{\dagger }\gamma ^{0}\gamma ^{\mu }\psi }
여기서 단검은 에르미트 수반 (저자는 일반적으로 디랙 수반에 대해 {\displaystyle {\overline {\psi }}=\psi ^{\dagger }\gamma ^{0}}으로 작성함)를 나타내고 Jμ 는 확률 4-흐름 인 반면 클라인-고든 방정식은 다음을 나타내지 않는다.
{\displaystyle \rho ={\frac {i\hbar }{2mc^{2}}}\left(\psi ^{*}{\frac {\partial \psi }{\partial t}}-\psi {\frac {\partial \psi ^{*}}{\partial t}}\right)\,,\quad \mathbf {j} =-{\frac {i\hbar }{2m}}\left(\psi ^{*}\nabla \psi -\psi \nabla \psi ^{*}\right)\quad \rightleftharpoons \quad J^{\mu }={\frac {i\hbar }{2m}}(\psi ^{*}\partial ^{\mu }\psi -\psi \partial ^{\mu }\psi ^{*})}
여기서 {\displaystyle \partial ^{\mu }}는 4-기울기이다. {\displaystyle \psi } 및 {\displaystyle \partial \psi /\partial t}의 초기 값은 자유롭게 선택할 수 있으므로 밀도는 음수가 될 수 있다.
대신 언뜻 보기에 "확률 밀도"와 "확률 흐름"으로 보이는 것은 전하를 곱했을 때 전하 밀도와 전류 밀도로 재해석되어야 한다. 그러면 파동함수 {\displaystyle \psi }는 파동함수가 전혀 아니라 장으로 재해석된다. 전하의 밀도와 전류는 항상 연속 방정식을 만족한다.
{\displaystyle {\frac {\partial \rho }{\partial t}}+\nabla \cdot \mathbf {J} =0\quad \rightleftharpoons \quad \partial _{\mu }J^{\mu }=0\,,}
전하는 보존된 수량이다. 확률 밀도와 전류도 확률이 보존되기 때문에 연속 방정식을 만족하지만 이는 상호 작용이 없을 때만 가능하다.

## 스핀 및 전자기적으로 상호 작용하는 입자
상대론적 파동 방정식에 상호 작용을 포함시키는 것은 일반적으로 어렵다. 최소 결합은 전자기 상호 작용을 포함하는 간단한 방법이다. 자기장 {\displaystyle \mathbf {B} =\nabla \times \mathbf {A} } 및 전기 스칼라 전위 {\displaystyle \phi (\mathbf {r} ,t)}로 정의되는 자기 벡터 전위  {\displaystyle \mathbf {A} (\mathbf {r} ,t)} 로 주어지는 전자기장 내 전하 q의 하전 입자 하나에 대해 이것은 다음과 같다.
{\displaystyle {\hat {E}}\rightarrow {\hat {E}}-q\phi \,,\quad {\hat {\mathbf {p} }}\rightarrow {\hat {\mathbf {p} }}-q\mathbf {A} \quad \rightleftharpoons \quad {\hat {P}}_{\mu }\rightarrow {\hat {P}}_{\mu }-qA_{\mu }}
여기서 {\displaystyle P_{\mu }}는 해당하는 4-운동량 연산자가 있는 4-운동량이고 {\displaystyle A_{\mu }}는 4-포텐셜이다. 비상대론적 극한은 다음 극한의 경우를 나타낸다.
{\displaystyle E-e\phi \approx mc^{2}\,,\quad \mathbf {p} \approx m\mathbf {v} }
즉, 입자의 총 에너지는 근사적으로 작은 퍼텐셜에 대한 나머지 에너지이고 운동량은 근사적으로 고전적 운동량이다.

### 스핀 0
상대론적 양자역학에서 클라인-고든 방정식은 최소 결합 해법을 허용한다.
{\displaystyle {({\hat {E}}-q\phi )}^{2}\psi =c^{2}{({\hat {\mathbf {p} }}-q\mathbf {A} )}^{2}\psi +(mc^{2})^{2}\psi \quad \rightleftharpoons \quad \left[{({\hat {P}}_{\mu }-qA_{\mu })}{({\hat {P}}^{\mu }-qA^{\mu })}-{(mc)}^{2}\right]\psi =0.}
전하가 0인 경우 방정식은 자유 클라인-고든 방정식으로 간단하게 축소되므로 아래에서는 0이 아닌 전하를 가정한다. 이것은 로런츠 군의 기약 1차원 스칼라 (0,0) 표현 하에서 변하지 않는 스칼라 방정식이다. 이는 모든 해가 (0,0) 표현의 직합에 속한다는 것을 의미한다. 기약 (0,0) 표현에 속하지 않는 해는 두 개 이상의 독립 성분을 갖는다. 이러한 해는 일반적으로 스핀 성분이 독립적이지 않기 때문에 스핀이 0이 아닌 입자를 설명할 수 없다. 이를 위해 스핀 ⁠1/2⁠에 대한 디랙 방정식과 같은 다른 제약 조건을 적용해야 한다. 따라서 계가 클라인-고든 방정식만 만족하는 경우 스핀이 0인 계로만 해석될 수 있다.
전자기장은 맥스웰 방정식에 따라 고전적으로 취급되며 입자는 클라인-고든 방정식의 해인 파동함수로 설명된다. 이 방정식은 π 중간자와 같은 스핀 없는 큰입자가 전자기적 상호 작용 외에도 훨씬 더 강한 강한 상호 작용을 경험하기 때문에 항상 유용한 것은 아니다. 그러나 다른 상호작용이 없는 하전된 스핀 없는 보손을 정확하게 설명한다.
클라인-고든 방정식은 외부 전자기 퍼텐셜에서 스핀 없는 하전 보손에 적용할 수 있다. 따라서 전자는 스핀 ⁠1/2⁠이기 때문에 방정식을 원자 설명에 적용할 수 없다. 비상대론적 극한에서 방정식은 전자기장에서 스핀 없는 하전 입자에 대한 슈뢰딩거 방정식으로 축소된다.
{\displaystyle \left(i\hbar {\frac {\partial }{\partial t}}-q\phi \right)\psi ={\frac {1}{2m}}{({\hat {\mathbf {p} }}-q\mathbf {A} )}^{2}\psi \quad \Leftrightarrow \quad {\hat {H}}={\frac {1}{2m}}{({\hat {\mathbf {p} }}-q\mathbf {A} )}^{2}+q\phi .}

### 스핀⁠1/2⁠
비상대론적으로 스핀은 1927년 파울리가 전자기장에 있는 입자에 대해 현상학적으로  파울리 방정식에 2× 2 파울리 행렬을 통해 도입했다.
{\displaystyle \left(i\hbar {\frac {\partial }{\partial t}}-q\phi \right)\psi =\left[{\frac {1}{2m}}{({\boldsymbol {\sigma }}\cdot (\mathbf {p} -q\mathbf {A} ))}^{2}\right]\psi \quad \Leftrightarrow \quad {\hat {H}}={\frac {1}{2m}}{({\boldsymbol {\sigma }}\cdot (\mathbf {p} -q\mathbf {A} ))}^{2}+q\phi }
{\displaystyle \psi }는 비상대론적 슈뢰딩거 방정식에서와 같은 단순한 스칼라 파동 함수가 아니라 2성분 스피너 장
{\displaystyle \psi ={\begin{pmatrix}\psi _{\uparrow }\\\psi _{\downarrow }\end{pmatrix}}}
이다. 여기서 첨자 ↑와 ↓는 "위 스핀" {\displaystyle \sigma =+1/2}과 "아래 스핀" {\displaystyle \sigma =-1/2}이다.
상대론적 양자역학에서 디랙 방정식은 위에서 다시 작성한 최소 결합을 통합할 수도 있다.
{\displaystyle \left(i\hbar {\frac {\partial }{\partial t}}-q\phi \right)\psi =\gamma ^{0}\left[c{\boldsymbol {\gamma }}\cdot {({\hat {\mathbf {p} }}-q\mathbf {A} )}-mc^{2}\right]\psi \quad \rightleftharpoons \quad \left[\gamma ^{\mu }({\hat {P}}_{\mu }-qA_{\mu })-mc^{2}\right]\psi =0}
그리고 디랙 방정식은 4 × 4 감마 행렬 {\displaystyle \gamma ^{0}=\beta ,{\boldsymbol {\gamma }}=(\gamma _{1},\gamma _{2},\gamma _{3})=\beta {\boldsymbol {\alpha }}=(\beta \alpha _{1},\beta \alpha _{2},\beta \alpha _{3})} 의 결과로 스핀을 정확하게 예측하는 첫 번째 방정식이었다. 여기에 에너지 연산자(포텐셜 에너지 항 포함)를 미리 곱하는 4 × 4 항등 행렬이 있으며, 일반적으로 단순성과 명확성을 위해 작성되지 않는다(즉, 숫자 1처럼 취급됨). 여기서 {\displaystyle \psi }는 4성분 스피너 장이며, 일반적으로 다음과 같은 형식으로 2개의 2성분 스피너로 분할된다.
{\displaystyle \psi ={\begin{pmatrix}\psi _{+}\\\psi _{-}\end{pmatrix}}={\begin{pmatrix}\psi _{+\uparrow }\\\psi _{+\downarrow }\\\psi _{-\uparrow }\\\psi _{-\downarrow }\end{pmatrix}}}
2-스피너 {\displaystyle \psi _{+}}는 4-운동량 {\displaystyle (E,\mathbf {p} )}, 전하 {\displaystyle q}, 2개의 스핀 상태 {\displaystyle \sigma =\pm 1/2}를 가진 입자에 대응한다. 다른 2-스피너 {\displaystyle \psi _{-}}는 비슷하게 질량이 없고 스핀 상태 {\displaystyle \sigma =\pm 1/2}을 가지지만 음의 4-운동량 {\displaystyle -(E,\mathbf {p} )}, 음의 전하 {\displaystyle -q}, 즉, 음의 에너지 상태, 시간을 역행하는 운동량,반전된 전하를 가진 입자에 대응한다. 이는 입자와 반입자로 해석된다. 더 자세한 내용은 디랙 스피너와 bispinor를 참고하라. 비상대론적 극한에서, 디랙 방정식은 파울리 방정식으로 축소된다. 1전자 원자나 이온에 적용될 때는 {\displaystyle \mathbf {A} =\mathbf {0} }로, {\displaystyle \phi }를 정전기 퍼텐셜로 놓고 추가적인 상대론적 항들은 스핀-궤도 상호작용, 전자 자이로마그네틱 비율, 다윈 항을 포함한다. 보통의 양자역학에서 이 항들은 손으로 직접 추가해서 섭동 이론으로 다뤄야한다. 이때 양의 에너지들은 미세구조를 정확하게 계산한다.
상대론적 양자역학 내에서 질량이 없는 입자의 경우 디랙 방정식은 다음과 같이 축소된다.
{\displaystyle \left({\frac {\hat {E}}{c}}+{\boldsymbol {\sigma }}\cdot {\hat {\mathbf {p} }}\right)\psi _{+}=0\,,\quad \left({\frac {\hat {E}}{c}}-{\boldsymbol {\sigma }}\cdot {\hat {\mathbf {p} }}\right)\psi _{-}=0\quad \rightleftharpoons \quad \sigma ^{\mu }{\hat {P}}_{\mu }\psi _{+}=0\,,\quad \sigma _{\mu }{\hat {P}}^{\mu }\psi _{-}=0\,,}
첫 번째는 질량이 없는 중성미자에 적용할 수 있는 상당히 단순화된 바일 방정식이다. 이번에는 기존에 작성되지 않은 에너지 연산자를 미리 곱하는 2 × 2 항등 행렬이 있다. 상대론적 양자역학에서 다른 세 행렬이 모멘텀 연산자(공간 도함수)에 결합되는 것처럼 에너지 연산자(시간 도함수)에 결합되는 0번째 파울리 행렬 σ0 으로 이것을 취하는 것이 유용하다.
파울리 행렬과 감마 행렬은 여기 소개되어 있다. 이론 물리학에서, 그것들은 중요한 교환자를 만족시키기 때문에 사원수와 SO(2) 및 SO(3) 리 군에 적용된다. , ] 및 반정류자 [ , ]+ 각각의 관계:
{\displaystyle \left[\sigma _{a},\sigma _{b}\right]=2i\varepsilon _{abc}\sigma _{c}\,,\quad \left[\sigma _{a},\sigma _{b}\right]_{+}=2\delta _{ab}\sigma _{0}}
여기서 εabc는 3차원 레비-치비타 기호이다. 감마 행렬은 클리퍼드 대수에서 기저를 형성하고 반교환 관계에서 평평한 시공간 민코프스키 계량 ηαβ의 성분에 연결된다.
{\displaystyle \left[\gamma ^{\alpha },\gamma ^{\beta }\right]_{+}=\gamma ^{\alpha }\gamma ^{\beta }+\gamma ^{\beta }\gamma ^{\alpha }=2\eta ^{\alpha \beta }\,,}
(이는 비어바인을 도입하여 휘어진 시공간으로 확장할 수 있지만 특수상대성이론의 대상은 아니다.)
1929년에 브라이트 방정식은 전자기적으로 상호 작용하는 두 개 이상의 무거운 스핀 ⁠1/2⁠ 페르미온을 1차 상대론적 보정으로 설명하는 것으로 밝혀졌다. 이는 상대론적 양자 다입자 계를 설명하려는 첫 번째 시도 중 하나이다. 그러나 이것은 여전히 근사일 뿐이며 해밀토니안에는 수많은 길고 복잡한 합이 포함된다.

### 나선도와 카이랄성
나선도 연산자는 다음과 같이 정의된다.
{\displaystyle {\hat {h}}={\hat {\mathbf {S} }}\cdot {\frac {\hat {\mathbf {p} }}{|\mathbf {p} |}}={\hat {\mathbf {S} }}\cdot {\frac {c{\hat {\mathbf {p} }}}{\sqrt {E^{2}-(m_{0}c^{2})^{2}}}}}
여기서 p는 운동량 연산자, S는 스핀 s 입자에 대한 스핀 연산자, E는 입자의 총 에너지, m0은 질량이다. 나선도는 스핀 및 병진 운동량 벡터의 방향을 나타낸다. 나선도는 정의의 3-모멘텀으로 인해 기준틀에 따라 다르며 스핀 양자화로 인해 양자화된다. 스핀 양자화는 평행 정렬에 대해 이산 양수 값을 갖고 역평행 정렬에 대해 음수 값을 가진다.
디랙 방정식(및 바일 방정식)의 자동 발생은 스핀의 사영이다. ⁠1/2⁠3-모멘텀(시간 c )에 , 나선도인 σ · c p (스핀에 대한 ⁠1/2⁠ 회 {\displaystyle {\sqrt {E^{2}-(m_{0}c^{2})^{2}}}} .
질량이 없는 입자의 경우 나선도는 다음과 같이 단순화된다.
{\displaystyle {\hat {h}}={\hat {\mathbf {S} }}\cdot {\frac {c{\hat {\mathbf {p} }}}{E}}}

### 더 큰 스핀
디랙 방정식은 스핀 ⁠1/2⁠ 입자만 설명할 수 있다. 디랙 방정식을 넘어, 상대론적 파동 방정식은 다양한 스핀 자유 입자들에 적용되었다. 1936년에 디랙은 그의 방정식을 모든 페르미온으로 확장했고, 3년 후에 피에르츠 와 파울리는 동일한 방정식을 다시 도출했다. 바그만–위그너 방정식은 1948년에 로런츠 군을 사용하여 발견되었으며, 스핀이 있는 모든 자유 입자에 적용할 수 있다. 위의 클라인-고든 방정식의 인수분해와 로런츠 군에 의해 보다 엄밀하게 고려하면 행렬의 형태로 스핀을 도입하는 것이 명백해진다.
파동함수는 공간 및 시간 함수의 열 벡터로 나타낼 수 있는 다성분 스피너 장이다.
{\displaystyle \psi (\mathbf {r} ,t)={\begin{bmatrix}\psi _{\sigma =s}(\mathbf {r} ,t)\\\psi _{\sigma =s-1}(\mathbf {r} ,t)\\\vdots \\\psi _{\sigma =-s+1}(\mathbf {r} ,t)\\\psi _{\sigma =-s}(\mathbf {r} ,t)\end{bmatrix}}\quad \rightleftharpoons \quad {\psi (\mathbf {r} ,t)}^{\dagger }={\begin{bmatrix}{\psi _{\sigma =s}(\mathbf {r} ,t)}^{\star }&{\psi _{\sigma =s-1}(\mathbf {r} ,t)}^{\star }&\cdots &{\psi _{\sigma =-s+1}(\mathbf {r} ,t)}^{\star }&{\psi _{\sigma =-s}(\mathbf {r} ,t)}^{\star }\end{bmatrix}}}
여기서 오른쪽의 표현은 에르미트 켤레이다. 스핀 s 의 거대한 입자의 경우 입자에 대해 {\displaystyle 2s+1} 성분이 있고 해당 반입자에 대해 또 다른 {\displaystyle 2s+1} 성분이 있다(각 경우에 {\displaystyle 2s+1}가지 가능한 σ값이 있다). 즉, 모두 {\displaystyle 2(2s+1)} -성분인 스피너 장이다:
{\displaystyle \psi (\mathbf {r} ,t)={\begin{bmatrix}\psi _{+,\,\sigma =s}(\mathbf {r} ,t)\\\psi _{+,\,\sigma =s-1}(\mathbf {r} ,t)\\\vdots \\\psi _{+,\,\sigma =-s+1}(\mathbf {r} ,t)\\\psi _{+,\,\sigma =-s}(\mathbf {r} ,t)\\\psi _{-,\,\sigma =s}(\mathbf {r} ,t)\\\psi _{-,\,\sigma =s-1}(\mathbf {r} ,t)\\\vdots \\\psi _{-,\,\sigma =-s+1}(\mathbf {r} ,t)\\\psi _{-,\,\sigma =-s}(\mathbf {r} ,t)\end{bmatrix}}\quad \rightleftharpoons \quad {\psi (\mathbf {r} ,t)}^{\dagger }{\begin{bmatrix}{\psi _{+,\,\sigma =s}(\mathbf {r} ,t)}^{\star }&{\psi _{+,\,\sigma =s-1}(\mathbf {r} ,t)}^{\star }&\cdots &{\psi _{-,\,\sigma =-s}(\mathbf {r} ,t)}^{\star }\end{bmatrix}}}
아래 첨자 +는 입자를 나타내고 아래 첨자 - 는 반입자를 나타낸다. 그러나  질량이 없는 스핀 {\displaystyle s} 입자의 경우 2성분 스피너 장만 존재한다. 하나는 {\displaystyle +s}에 해당하는 하나의 나선도 상태에 있는 입자에 대한 것이고 다른 하나는 {\displaystyle -s}에 해당하는 반대 나선도 상태에 있는 반입자에 대한 것이다.
{\displaystyle \psi (\mathbf {r} ,t)={\begin{pmatrix}\psi _{+}(\mathbf {r} ,t)\\\psi _{-}(\mathbf {r} ,t)\end{pmatrix}}}
상대론적 에너지-운동량 관계에 따르면 질량이 없는 모든 입자는 빛의 속력으로 이동하므로 빛의 속력으로 이동하는 입자도 2성분 스피너로 설명된다. 역사적으로 수학자 엘리 카르탕은 1927년 이후 상대론적 파동 방정식에서 스피너가 연구되기 전인 1913년에 가장 일반적인 형태의 스피너를 발견했다.
스핀이 더 높은 입자를 설명하는 방정식의 경우 상호 작용을 포함하는 것은 단순한 최소 결합에 가깝지 않으며 잘못된 예측과 자체 불일치로 이어진다. ⁠ħ/2⁠ 보다 큰 스핀, 상대론적 파동 방정식은 입자의 질량, 스핀 및 전하에 의해 고정되지 않는다. 스핀 양자수가 허용하는 전자기 모멘트( 전기 쌍극자 모멘트 및 자기 쌍극자 모멘트 )는 임의적이다. (이론적으로 자기 전하도 기여할 것이다). 예를 들어, 스핀 ⁠1/2⁠인 경우 자기 쌍극자만 허용하지만 스핀 1 입자는 자기 사중극자와 전기 쌍극자도 가능하다. 이 주제에 대한 자세한 내용은 다극 확장 및 (예를 들어) Cédric Lorcé(2009)를 참조.

## 속도 연산자
슈뢰딩거/파울리 속도 연산자는 고전적 정의 {\displaystyle \mathbf {p} =m\mathbf {v} } 를 사용하고 일반적인 방법으로 양자 연산자를 대체하여 무거운 입자에 대해 정의할 수 있다.
{\displaystyle {\hat {\mathbf {v} }}={\frac {1}{m}}{\hat {\mathbf {p} }}}
이 연산자의 고유값은 임의의 값을 갖는다. 상대론적 양자역학에서 디랙 이론은 다음과 같다.
{\displaystyle {\hat {\mathbf {v} }}={\frac {i}{\hbar }}\left[{\hat {H}},{\hat {\mathbf {r} }}\right]}
이는 ± c 사이의 고유값을 가져야 한다. 더 많은 이론적 배경은 플로디–우투이센 변환(Foldy–Wouthuysen transformation) 참조.

## 상대론적 양자 라그랑지안
슈뢰딩거 묘사의 해밀턴 연산자는 {\displaystyle \psi }에 대한 미분 방정식을 형성하는 한 가지 접근 방식이다. 동등하지만 다른 방식에는 라그랑지안(실제로는 라그랑주 밀도를 의미함)을 결정한 다음 장론적 오일러-라그랑주 방정식
{\displaystyle \partial _{\mu }\left({\frac {\partial {\mathcal {L}}}{\partial (\partial _{\mu }\psi )}}\right)-{\frac {\partial {\mathcal {L}}}{\partial \psi }}=0\,}
으로 미분 방정식을 생성하는 방식이 있다. 일부 상대론적 파동 방정식의 경우 면밀히 살펴보면 라그랑지안을 찾을 수 있다. 예를 들어, 디랙 라그랑지안은 다음과 같다.
{\displaystyle {\mathcal {L}}={\overline {\psi }}(\gamma ^{\mu }P_{\mu }-mc)\psi }
클라인-고든 라그랑지안은 다음과 같다.
{\displaystyle {\mathcal {L}}=-{\frac {\hbar ^{2}}{m}}\eta ^{\mu \nu }\partial _{\mu }\psi ^{*}\partial _{\nu }\psi -mc^{2}\psi ^{*}\psi \,.}
이것은 모든 상대론적 파동 방정식에서 가능하지 않다. 로런츠 군을 통한 접근 방식이 중요하고 매력적인 이유 중 하나는 공간과 시간의 근본적인 불변성과 대칭을 사용하여 적절한 군 표현을 사용하여 상대론적 파동 방정식를 유도할 수 있다는 것이다. {\displaystyle \psi }의 장 해석을 사용한 라그랑지안 접근법은 상대론적 양자역학이 아닌 양자장론의 주제이다. 파인만의 경로 적분 공식화는 해밀턴 연산자가 아닌 불변 라그랑지안을 사용한다. 전자는 매우 복잡해질 수 있기 때문이다(예: Weinberg(1995) 참조).

## 상대론적 양자 각운동량
비상대론적 양자역학에서 각 운동량 연산자는 고전적인 유사 벡터 정의 {\displaystyle \mathbf {L} =\mathbf {r} \times \mathbf {p} }에서 형성된다. 상대론적 양자역학에서 위치 및 운동량 연산자는 입자의 4차원 위치 및 운동량에서 정의된 궤도 상대론적 각운동량 텐서( 외대수 형식의 바이벡터와 동일)에 나타나는 위치에 직접 대입된다.
{\displaystyle M^{\alpha \beta }=X^{\alpha }P^{\beta }-X^{\beta }P^{\alpha }=2X^{[\alpha }P^{\beta ]}\quad \rightleftharpoons \quad \mathbf {M} =\mathbf {X} \wedge \mathbf {P} \,,}
모두 6개의 성분이다. 3개는 비상대론적 3-궤도 각 운동량이다. {\displaystyle M^{12}=L^{3}}, {\displaystyle M^{23}=L^{1}}, {\displaystyle M^{31}=L^{2}}, 나머지 세 성분 {\displaystyle M^{01},M^{02},M^{03}}은 회전 물체의 질량 중심 부스트이다. 스핀이 있는 입자에 대해 추가 상대론적 양자 항을 추가해야 한다. 질량이 m인 입자의 경우 총 각운동량 텐서는 다음과 같다.
{\displaystyle J^{\alpha \beta }=2X^{[\alpha }P^{\beta ]}+{\frac {1}{m^{2}}}\varepsilon ^{\alpha \beta \gamma \delta }W_{\gamma }p_{\delta }\quad \rightleftharpoons \quad \mathbf {J} =\mathbf {X} \wedge \mathbf {P} +{\frac {1}{m^{2}}}\star (\mathbf {W} \wedge \mathbf {P} )}
여기서 별은 호지 쌍대를 나타내고,
{\displaystyle W_{\alpha }={\frac {1}{2}}\varepsilon _{\alpha \beta \gamma \delta }M^{\beta \gamma }p^{\delta }\quad \rightleftharpoons \quad \mathbf {W} =\star (\mathbf {M} \wedge \mathbf {P} )}
파울리–루반스키 유사 벡터이다. 상대론적 회전에 대한 자세한 내용은 Troshin & Tyurin(1994)을 참조.

### 토마스 세차와 스핀-궤도 상호작용
1926년에 토마스 세차가 발견되었다. 원자의 스핀-궤도 상호작용과 거시적 물체의 회전에 적용하여 기본 입자의 스핀에 대한 상대론적 수정이다. 1939년 위그너는 토마스 세차를 유도했다.
고전 전자기학 및 특수 상대성 이론에서 자기장 {\displaystyle \mathbf {B} }가 아닌 전기장 {\displaystyle \mathbf {E} }를 통해 속도 {\displaystyle \mathbf {v} }로 이동하는 전자는 자체 기준 기준틀에서 로렌츠 변환된 자기장 {\displaystyle \mathbf {B} '}를 경험할 것이다.
{\displaystyle \mathbf {B} '={\frac {\mathbf {E} \times \mathbf {v} }{c^{2}{\sqrt {1-\left(v/c\right)^{2}}}}}\,.}
비상대론적 극한 v << c 에서:
{\displaystyle \mathbf {B} '={\frac {\mathbf {E} \times \mathbf {v} }{c^{2}}}.}
따라서 비상대론적 스핀 상호 작용 해밀토니안은 다음과 같이 된다.
{\displaystyle {\hat {H}}=-\mathbf {B} '\cdot {\hat {\boldsymbol {\mu }}}_{S}=-\left(\mathbf {B} +{\frac {\mathbf {E} \times \mathbf {v} }{c^{2}}}\right)\cdot {\hat {\boldsymbol {\mu }}}_{S}\,,}
여기서 첫 번째 항은 이미 비상대론적 자기 모멘트 상호 작용이고 두 번째 항은 상대론적 보정 (v/c)² 이지만 이는 실험적 원자 스펙트럼과 일치하지 않다. 토마스는 두 번째 상대론적 효과가 있다고 말했다. 전자 속도에 수직인 전기장 구성 요소는 전자의 순간 속도에 수직인 추가 가속을 유발하여 전자가 곡선 경로로 이동한다. 전자는 회전하는 기준틀 에서 움직이며 전자의 추가 세차를 토마스 세차라고 한다. 이 효과의 결과는 마치 전자가 겪는 자기장의 값이 절반인 것처럼 스핀-궤도 상호 작용이 절반으로 감소하고 해밀토니안의 상대론적 보정은:
{\displaystyle {\hat {H}}=-\mathbf {B} '\cdot {\hat {\boldsymbol {\mu }}}_{S}=-\left(\mathbf {B} +{\frac {\mathbf {E} \times \mathbf {v} }{2c^{2}}}\right)\cdot {\hat {\boldsymbol {\mu }}}_{S}\,.}
상대론적 양자역학의 경우, 1⁄2 는 디랙 방정식으로 예측된다.

## 역사
상대론적 양자역학으로 이어지고 확립된 사건과 양자 전기역학을 넘어 계속되는 사건은 아래에 요약되어 있다[예를 들어, R. Resnick 및 R. Eisberg(1985), 및  엣킨스 (1974참조]. 1890년대부터 1950년대까지 새롭고 신비한 양자 이론에 대한 반세기 이상의 실험적 이론적 연구는 많은 현상이 양자역학만으로는 설명될 수 없다는 것을 밝혔다. 20세기 초에 발견된 특수 상대성 이론은 상대론적 양자역학이라는 통합으로 이어지는 필수 구성 요소로 밝혀졌다. 새로 발견된 원자물리학, 핵물리학, 입자물리학을 중심으로 이론적인 예측과 실험; 분광학, 입자의 회절 및 산란, 원자 및 분자 내의 전자 및 핵을 고려하여. 많은 결과가 스핀의 영향에 기인한다.

### 양자 현상에서 입자의 상대론적 설명
1905년 앨버트 아인슈타인은 광전 효과를 설명했다. 1916년에 조머펠트는 미세 구조를 설명했다. 이는 1차 상대론적 보정으로 인한 원자의 스펙트럼 선 갈라짐이다. 1923년의 콤프턴 효과는 특수 상대성이론이 적용된다는 더 많은 증거를 제공했다. 이 경우 광자-전자 산란에 대한 입자 설명이다. 드 브로이는 특수 상대성 이론과 양자 역학과 일치하는 드 브로이 관계인 파동-입자 이중성을 물질로 확장한다. 1927년까지 데이비슨과 저머 그리고 개별적으로 톰슨은 전자를 성공적으로 회절시켜 파동-입자 이중성에 대한 실험적 증거를 제공했다.

### 실험
- 1897년 톰슨이 전자를 발견하고 전자의 질량 대 전하 비율을 측정한다. 제이만 효과의 발견: 정적 자기장이 존재할 때 스펙트럼 선이 여러 구성 요소로 갈라진다.
- 1908년 밀리컨은 전자의 전하를 측정하고 기름 방울 실험에서 전자의 양자화에 대한 실험적 증거를 찾았다.
- 1911년 러더퍼드가 주도한 Geiger-Marsden 실험에서 알파 입자 산란은 원자가 내부 구조인 원자핵을 가지고 있음을 보여주었다.[45]
- 1913 스타크 효과 발견: 정적 전기장으로 인한 스펙트럼선 분할(제만 효과와 비교).
- 1922 Stern–Gerlach 실험 : 스핀과 양자화의 실험적 증거.
- 1924년 스토너은 자기장에서 에너지 준위의 쪼개짐을 연구했다.
- 1932 채드윅 이 중성자를 실험적으로 발견하고 앤더슨이 양전자를 발견하여 이론적인 양전자 예측을 확인했다.
- 1958 뫼스바우어 효과의 발견: 고체에 결합된 원자핵에 의한 감마선의 공진 및 무반동 방출 및 흡수, 중력 적색편이 및 시간 팽창의 정확한 측정 및 초 미세 상호 작용 에서 핵 전자기 모멘트 분석에 유용하다.[46]

### 양자 비국소성과 상대론적 국소성
1935년에 아인슈타인, 로젠, 포돌스키는 입자의 양자 얽힘에 관한 논문을 발표하여 양자 비국소성과 특수상대론에서 유지되는 인과 관계의 명백한 위반에 의문을 제기했다. 입자는 임의의 거리에서 순간적으로 상호 작용하는 것처럼 보일 수 있다. 얽힌 상태에서는 정보가 전송되지 않으며 전송될 수도 없기 때문에 이것은 오해였다. 오히려 정보 전송은 두 명의 관찰자에 의한 측정 과정에 있다(한 관찰자는 {\displaystyle c}를 초과할 수 없는 신호를 다른 관찰자에게 보내야 한다). 양자역학 특수 상대성 이론을 위반하지 않는다. 1959년에 봄과 아로노프는 아로노프-봄 효과에 관한 논문을 발표하여 양자역학에서 전자기 퍼텐셜의 상태에 대해 의문을 제기했다. 전자기장 텐서 및 전자기 4-퍼텐셜 공식은 모두 특수 상대론에 적용 가능하지만 양자역학에서는 전위가 해밀토니안(위 참조)에 들어가 장이 0인 영역에서도 하전 입자의 움직임에 영향을 미친다. 1964년 벨 정리는 EPR 역설에 관한 논문에서 발표되었는데, 지역성이 유지되려면 양자역학이 숨은 변수 이론에서 파생될 수 없음을 보여준다.

### 양자전기역학의 발전
- 1943 도모나가는 양자전기역학에 영향을 미치는 재규격화 작업을 시작했다.
- 1947 슈윙거는 전자의 비정상적인 자기 모멘트를 계산한다. 쿠시가 양자전기역학의 위대한 예측 중 하나를 확인하는 비정상적인 자기 전자 모멘트를 측정했다.

## 같이 보기

### 원자 물리학과 화학
- 상대론적 양자 화학
- 브라이트 방정식
- Electron spin resonance
- 미세구조상수

### 수리물리학
- 양자 시공간
- 스핀 접속
- 스피너 다발
- 카시미르 원소
- 카시미르 연산자
- 위그너 D-행렬

### 입자 물리학과 양자장론
- 치터베베궁
- 이체 디랙 방정식
- 상대론적 중이온 가속기
- 패리티
- CPT 불변량
- 카이랄성(물리학)
- 표준 모형
- 게이지 이론(물리학)
- 타키온

## 참조
1. ↑  Perkins, D.H. (2000). 《Introduction to High Energy Physics》. Cambridge University Press. ISBN 978-0-521-62196-0.
2. 1 2 3 4  Martin, B.R.; Shaw, G. (2008년 12월 3일). 《Particle Physics》. Manchester Physics Series 3판. John Wiley & Sons. 3쪽. ISBN 978-0-470-03294-7.
3. ↑  Reiher, M.; Wolf, A. (2009). 《Relativistic Quantum Chemistry》. John Wiley & Sons. ISBN 978-3-527-62749-3.
4. ↑  Strange, P. (1998). 《Relativistic Quantum Mechanics: With Applications in Condensed Matter and Atomic Physics》. Cambridge University Press. ISBN 978-0-521-56583-7.
5. ↑  Mohn, P. (2003). 《Magnetism in the Solid State: An Introduction》. Springer Series in Solid-State Sciences Series 134. Springer. 6쪽. ISBN 978-3-540-43183-1.
6. 1 2  Martin, B.R.; Shaw, G. (2008년 12월 3일). 《Particle Physics》. Manchester Physics Series 3판. John Wiley & Sons. 5–6쪽. ISBN 978-0-470-03294-7.
7. ↑  Messiah, A. (1981). 《Quantum Mechanics》 2. North-Holland Publishing Company. 875쪽. ISBN 978-0-7204-0045-8.
8. ↑  Forshaw, J.R.; Smith, A.G. (2009). 《Dynamics and Relativity》. Manchester Physics Series. John Wiley & Sons. 258–259쪽. ISBN 978-0-470-01460-8.
9. ↑  Greiner, W. (2000). 《Relativistic Quantum Mechanics. Wave Equations》 3판. Springer. 70쪽. ISBN 978-3-540-67457-3.
10. ↑  Wachter, A. (2011). “Relativistic quantum mechanics”. Springer. 34면. ISBN 978-90-481-3645-2.
11. ↑  Weinberg, S. (1964). “Feynman Rules for Any spin” (PDF). 《Phys. Rev.》 133 (5B): B1318–B1332. Bibcode:1964PhRv..133.1318W. doi:10.1103/PhysRev.133.B1318. 2020년 12월 4일에 원본 문서 (PDF)에서 보존된 문서. 2023년 6월 2일에 확인함.;

 Weinberg, S. (1964). “Feynman Rules for Any spin. II. Massless Particles” (PDF). 《Phys. Rev.》 134 (4B): B882–B896. Bibcode:1964PhRv..134..882W. doi:10.1103/PhysRev.134.B882. 2022년 3월 9일에 원본 문서 (PDF)에서 보존된 문서. 2023년 6월 2일에 확인함.;

 Weinberg, S. (1969). “Feynman Rules for Any spin. III” (PDF). 《Phys. Rev.》 181 (5): 1893–1899. Bibcode:1969PhRv..181.1893W. doi:10.1103/PhysRev.181.1893. 2022년 3월 25일에 원본 문서 (PDF)에서 보존된 문서. 2023년 6월 2일에 확인함.
12. 1 2  Parker, C.B. (1994). 《McGraw Hill Encyclopaedia of Physics》 2판. McGraw Hill. 1193–1194쪽. ISBN 978-0-07-051400-3.
13. ↑  Resnick, R.; Eisberg, R. (1985). 《Quantum Physics of Atoms, Molecules, Solids, Nuclei and Particles》 2판. John Wiley & Sons. 274쪽. ISBN 978-0-471-87373-0.
14. ↑  Landau, L.D.; Lifshitz, E.M. (1981). 《Quantum Mechanics Non-Relativistic Theory》 3. Elsevier. 455쪽. ISBN 978-0-08-050348-6.
15. 1 2  Peleg, Y.; Pnini, R.; Zaarur, E.; Hecht, E. (2010). 《Quantum Mechanics》. Shaum's outlines 2판. McGraw–Hill. 181쪽. ISBN 978-0-07-162358-2.
16. ↑  Abers, E. (2004). 《Quantum Mechanics》. Addison Wesley. 425쪽. ISBN 978-0-13-146100-0.
17. ↑  Wachter, A. (2011). “Relativistic quantum mechanics”. Springer. 5면. ISBN 978-90-481-3645-2.
18. ↑  Abers, E. (2004). 《Quantum Mechanics》. Addison Wesley. 415쪽. ISBN 978-0-13-146100-0.
19. 1 2  Penrose, R. (2005). 《The Road to Reality》. Vintage Books. 620–621쪽. ISBN 978-0-09-944068-0.
20. ↑  Bransden, B.H.; Joachain, C.J. (1983). 《Physics of Atoms and Molecules》 1판. Prentice Hall. 634쪽. ISBN 978-0-582-44401-0.
21. ↑  Grandy, W.T. (1991). 《Relativistic quantum mechanics of leptons and fields》. Springer. 54쪽. ISBN 978-0-7923-1049-5.
22. ↑  Abers, E. (2004). 《Quantum Mechanics》. Addison Wesley. 423쪽. ISBN 978-0-13-146100-0.
23. ↑  McMahon, D. (2008). 《Quantum Field Theory》. Demystified. McGraw Hill. 114쪽. ISBN 978-0-07-154382-8.
24. ↑  Bransden, B.H.; Joachain, C.J. (1983). 《Physics of Atoms and Molecules》 1판. Prentice Hall. 632–635쪽. ISBN 978-0-582-44401-0.
25. 1 2  Parker, C.B. (1994). 《McGraw Hill Encyclopaedia of Physics》 2판. McGraw Hill. 1194쪽. ISBN 978-0-07-051400-3..
26. ↑  Labelle, P. (2010). 《Supersymmetry》. Demystified. McGraw-Hill. ISBN 978-0-07-163641-4.
27. ↑  Esposito, S. (2011). “Searching for an equation: Dirac, Majorana and the others”. 《Annals of Physics》 327 (6): 1617–1644. arXiv:1110.6878. Bibcode:2012AnPhy.327.1617E. doi:10.1016/j.aop.2012.02.016.
28. ↑  Bargmann, V.; Wigner, E.P. (1948). “Group theoretical discussion of relativistic wave equations”. 《Proc. Natl. Acad. Sci. U.S.A.》 34 (5): 211–23. Bibcode:1948PNAS...34..211B. doi:10.1073/pnas.34.5.211. PMC 1079095. PMID 16578292.
29. ↑  Wigner, E. (1937). “On Unitary Representations Of The Inhomogeneous Lorentz Group” (PDF). 《Annals of Mathematics》 40: 149–204. Bibcode:1939AnMat..40..149W. doi:10.2307/1968551. JSTOR 1968551. 2015년 10월 4일에 원본 문서 (PDF)에서 보존된 문서. 2013년 4월 14일에 확인함.
30. ↑  Jaroszewicz, T.; Kurzepa, P.S (1992). “Geometry of spacetime propagation of spinning particles”. 《Annals of Physics》 216 (2): 226–267. Bibcode:1992AnPhy.216..226J. doi:10.1016/0003-4916(92)90176-M.
31. ↑  Lorcé, Cédric (2009). “Electromagnetic Properties for Arbitrary Spin Particles: Part 2 − Natural Moments and Transverse Charge Densities”. 《Physical Review D》 79 (11): 113011. arXiv:0901.4200. Bibcode:2009PhRvD..79k3011L. doi:10.1103/PhysRevD.79.113011.
32. ↑  Strange, P. (1998). 《Relativistic Quantum Mechanics: With Applications in Condensed Matter and Atomic Physics》. Cambridge University Press. 206쪽. ISBN 978-0-521-56583-7.
33. ↑  Labelle, P. (2010). 《Supersymmetry》. Demystified. McGraw-Hill. 14쪽. ISBN 978-0-07-163641-4.
34. ↑  Weinberg, S. (1995). 《The Quantum Theory of Fields》 1. Cambridge University Press. ISBN 978-0-521-55001-7.
35. ↑  Penrose, R. (2005). 《The Road to Reality》. Vintage Books. 437, 566–569쪽. ISBN 978-0-09-944068-0.
36. ↑  Ryder, L.H. (1996). 《Quantum Field Theory》 2판. Cambridge University Press. 62쪽. ISBN 978-0-521-47814-4.
37. ↑  Troshin, S.M.; Tyurin, N.E. (1994). 《Spin phenomena in particle interactions》. World Scientific. Bibcode:1994sppi.book.....T. ISBN 978-981-02-1692-4.
38. ↑  Misner, C.W.; Thorne, K.S.; Wheeler, J.A. (1973년 9월 15일). 《Gravitation》. 1146쪽. ISBN 978-0-7167-0344-0.
39. ↑  Ciufolini, I.; Matzner, R.R.A. (2010). 《General relativity and John Archibald Wheeler》. Springer. 329쪽. ISBN 978-90-481-3735-0.
40. 1 2  Kroemer, H. (2003). “The Thomas precession factor in spin–orbit interaction” (PDF). 《American Journal of Physics》 72 (1): 51–52. arXiv:physics/0310016. Bibcode:2004AmJPh..72...51K. doi:10.1119/1.1615526.
41. ↑  Jackson, J.D. (1999). 《Classical Electrodynamics》 3판. Wiley. 548쪽. ISBN 978-0-471-30932-1.
42. ↑  Resnick, R.; Eisberg, R. (1985). 《Quantum Physics of Atoms, Molecules, Solids, Nuclei, and Particles》 2판. John Wiley & Sons. 57, 114–116, 125–126, 272쪽. ISBN 978-0-471-87373-0.
43. ↑  Atkins, P.W. (1974). 《Quanta: A handbook of concepts》. Oxford University Press. 168–169, 176, 263, 228쪽. ISBN 978-0-19-855493-6.
44. ↑  Atkins, P.W. (1974). 《Quanta: A handbook of concepts》. Oxford University Press. 168–169, 176, 263, 228쪽. ISBN 978-0-19-855493-6.
45. ↑  Krane, K.S. (1988). 《Introductory Nuclear Physics》. John Wiley & Sons. 396–405쪽. ISBN 978-0-471-80553-3.
46. ↑  Krane, K.S. (1988). 《Introductory Nuclear Physics》. John Wiley & Sons. 361–370쪽. ISBN 978-0-471-80553-3.
47. ↑  Einstein, A.; Podolsky, B.; Rosen, N. (1935). “Can Quantum-Mechanical Description of Physical Reality Be Considered Complete?” (PDF). 《Phys. Rev.》 47 (10): 777–780. Bibcode:1935PhRv...47..777E. doi:10.1103/PhysRev.47.777.
48. ↑  Abers, E. (2004). 《Quantum Mechanics》. Addison Wesley. 192쪽. ISBN 978-0-13-146100-0.
49. ↑  Penrose, R. (2005). 《The Road to Reality》. Vintage Books. ISBN 978-0-09-944068-0. Chapter 23: The entangled quantum world
50. ↑  
Aharonov, Y.; Bohm, D. (1959). “Significance of electromagnetic potentials in quantum theory”. 《Physical Review》 115 (3): 485–491. Bibcode:1959PhRv..115..485A. doi:10.1103/PhysRev.115.485.
51. ↑  Bell, John (1964). “On the Einstein Podolsky Rosen Paradox” (PDF). 《Physics》 1 (3): 195–200. doi:10.1103/PhysicsPhysiqueFizika.1.195.

### 참고할만한 책
- Dirac, P.A.M. (1981). 《Principles of Quantum Mechanics》 4판. Clarendon Press. ISBN 978-0-19-852011-5.
- Dirac, P.A.M. (1964). 《Lectures on Quantum Mechanics》. Courier Dover Publications. ISBN 978-0-486-41713-4.
- Thaller, B. (2010). 《The Dirac Equation》. Springer. ISBN 978-3-642-08134-7.
- Pauli, W. (1980). 《General Principles of Quantum Mechanics》. Springer. ISBN 978-3-540-09842-3.
- Merzbacher, E. (1998). 《Quantum Mechanics》 3판. ISBN 978-0-471-88702-7.
- Messiah, A. (1961). 《Quantum Mechanics》 1. John Wiley & Sons. ISBN 978-0-471-59766-7.
- Bjorken, J.D.; Drell, S.D. (1964). 《Relativistic Quantum Mechanics (Pure & Applied Physics)》. McGraw-Hill. ISBN 978-0-07-005493-6.
- Feynman, R.P.; Leighton, R.B.; Sands, M. (1965). 《Feynman Lectures on Physics》 3. Addison-Wesley. ISBN 978-0-201-02118-9.
- Schiff, L.I. (1968). 《Quantum Mechanics》 3판. McGraw-Hill.
- Dyson, F. (2011). 《Advanced Quantum Mechanics》 2판. World Scientific. ISBN 978-981-4383-40-0.
- Clifton, R.K. (2011). 《Perspectives on Quantum Reality: Non-Relativistic, Relativistic, and Field-Theoretic》. Springer. ISBN 978-90-481-4643-7.
- Tannoudji, C.; Diu, B.; Laloë, F. (1977). 《Quantum Mechanics》 1. Wiley VCH. ISBN 978-0-471-16433-3.
- Tannoudji, C.; Diu, B.; Laloë, F. (1977). 《Quantum Mechanics》 2. Wiley VCH. ISBN 978-0-471-16435-7.
- Rae, A.I.M. (2008). 《Quantum Mechanics》 2 5판. Taylor & Francis. ISBN 978-1-58488-970-0.
- Pilkuhn, H. (2005). 《Relativistic Quantum Mechanics》. Texts and Monographs in Physics Series 2판. Springer. ISBN 978-3-540-28522-9.
- Parthasarathy, R. (2010). 《Relativistic quantum mechanics》. Alpha Science International. ISBN 978-1-84265-573-3.
- Kaldor, U.; Wilson, S. (2003). 《Theoretical Chemistry and Physics of Heavy and Superheavy Elements》. Springer. ISBN 978-1-4020-1371-3.
- Thaller, B. (2005). 《Advanced visual quantum mechanics》. Springer. Bibcode:2005avqm.book.....T. ISBN 978-0-387-27127-9.
- Breuer, H.P.; Petruccione, F. (2000). 《Relativistic Quantum Measurement and Decoherence》. Springer. ISBN 978-3-540-41061-4. Relativistic quantum mechanics.
- Shepherd, P.J. (2013). 《A Course in Theoretical Physics》. John Wiley & Sons. ISBN 978-1-118-51692-8.
- Bethe, H.A.; Jackiw, R.W. (1997). 《Intermediate Quantum Mechanics》. Addison-Wesley. ISBN 978-0-201-32831-8.[깨진 링크(과거 내용 찾기)]
- Heitler, W. (1954). 《The Quantum Theory of Radiation》 3판. Courier Dover Publications. ISBN 978-0-486-64558-2.
- Gottfried, K.; Yan, T. (2003). 《Quantum Mechanics: Fundamentals》 2판. Springer. 245쪽. ISBN 978-0-387-95576-6.
- Schwabl, F. (2010). 《Quantum Mechanics》. Springer. 220쪽. ISBN 978-3-540-71933-5.
- Sachs, R.G. (1987). 《The Physics of Time Reversal》 2판. University of Chicago Press. 280쪽. ISBN 978-0-226-73331-9. hyperfine structure in relativistic quantum mechanics.

### 양자물리학에서 군론의 응용
- Weyl, H. (1950). 《The theory of groups and quantum mechanics》. Courier Dover Publications. 203쪽. ISBN 9780486602691. magnetic moments in relativistic quantum mechanics.
- Tung, W.K. (1985). 《Group Theory in Physics》. World Scientific. ISBN 978-9971-966-56-0.
- Heine, V. (1993). 《Group Theory in Quantum Mechanics: An Introduction to Its Present Usage》. Courier Dover Publications. ISBN 978-0-486-67585-5.

### 논문
- Dirac, P.A.M. (1932). “Relativistic Quantum Mechanics”. 《Proceedings of the Royal Society A》 136 (829): 453–464. Bibcode:1932RSPSA.136..453D. doi:10.1098/rspa.1932.0094.
- Pauli, W. (1945). “Exclusion principle and quantum mechanics” (PDF).
- Antoine, J.P. (2004). “Relativistic Quantum Mechanics”. 《J. Phys. A》 37 (4): 1465. Bibcode:2004JPhA...37.1463P. doi:10.1088/0305-4470/37/4/B01.
- Henneaux, M.; Teitelboim, C. (1982). “Relativistic quantum mechanics of supersymmetric particles” 143.
- Fanchi, J.R. (1986). “Parametrizing relativistic quantum mechanics”. 《Phys. Rev. A》 34 (3): 1677–1681. Bibcode:1986PhRvA..34.1677F. doi:10.1103/PhysRevA.34.1677. PMID 9897446.
- Ord, G.N. (1983). “Fractal space-time: a geometric analogue of relativistic quantum mechanics”. 《J. Phys. A》 16 (9): 1869–1884. Bibcode:1983JPhA...16.1869O. doi:10.1088/0305-4470/16/9/012.
- Coester, F.; Polyzou, W.N. (1982). “Relativistic quantum mechanics of particles with direct interactions”. 《Phys. Rev. D》 26 (6): 1348–1367. Bibcode:1982PhRvD..26.1348C. doi:10.1103/PhysRevD.26.1348.
- Mann, R.B.; Ralph, T.C. (2012). “Relativistic quantum information” (PDF). 《Class. Quantum Grav.》 29 (22): 220301. Bibcode:2012CQGra..29v0301M. doi:10.1088/0264-9381/29/22/220301.
- Low, S.G. (1997). “Canonically Relativistic Quantum Mechanics: Representations of the Unitary Semidirect Heisenberg Group, U(1,3) *s H(1,3)”. 《J. Math. Phys.》 38 (22): 2197–2209. arXiv:physics/9703008. Bibcode:2012CQGra..29v0301M. doi:10.1088/0264-9381/29/22/220301.
- Fronsdal, C.; Lundberg, L.E. (1997). “Relativistic Quantum Mechanics of Two Interacting Particles”. 《Phys. Rev. D》 1 (12): 3247–3258. arXiv:physics/9703008. Bibcode:1970PhRvD...1.3247F. doi:10.1103/PhysRevD.1.3247.
- Bordovitsyn, V.A.; Myagkii, A.N. (2004). “Spin–orbital motion and Thomas precession in the classical and quantum theories” (PDF). 《American Journal of Physics》 72 (1): 51–52. arXiv:physics/0310016. Bibcode:2004AmJPh..72...51K. doi:10.1119/1.1615526.
- Rȩbilas, K. (2013). “Comment on 'Elementary analysis of the special relativistic combination of velocities, Wigner rotation and Thomas precession'”. 《Eur. J. Phys.》 34 (3): L55–L61. Bibcode:2013EJPh...34L..55R. doi:10.1088/0143-0807/34/3/L55.
- Corben, H.C. (1993). “Factors of 2 in magnetic moments, spin–orbit coupling, and Thomas precession”. 《Am. J. Phys.》 61 (6): 551. Bibcode:1993AmJPh..61..551C. doi:10.1119/1.17207.

## 더 읽어보기

### 상대론적 양자역학과 장론
- Ohlsson, T. (2011). 《Relativistic Quantum Physics: From Advanced Quantum Mechanics to Introductory Quantum Field Theory》. Cambridge University Press. 10쪽. ISBN 978-1-139-50432-4.
- Aitchison, I.J.R.; Hey, A.J.G. (2002). 《Gauge Theories in Particle Physics: From Relativistic Quantum Mechanics to QED》 1 3판. CRC Press. ISBN 978-0-8493-8775-3.
- Griffiths, D. (2008). 《Introduction to Elementary Particles》. John Wiley & Sons. ISBN 978-3-527-61847-7.
- Capri, Anton Z. (2002). 《Relativistic quantum mechanics and introduction to quantum field theory》. World Scientific. Bibcode:2002rqmi.book.....C. ISBN 978-981-238-137-8.
- Wu, Ta-you; Hwang, W.Y. Pauchy (1991). 《Relativistic quantum mechanics and quantum fields》. World Scientific. ISBN 978-981-02-0608-6.
- Nagashima, Y. (2010). 《Elementary particle physics, Quantum Field Theory》 1. ISBN 978-3-527-40962-4.
- Bjorken, J.D.; Drell, S.D. (1965). 《Relativistic Quantum Fields (Pure & Applied Physics)》. McGraw-Hill. ISBN 978-0-07-005494-3.
- Weinberg, S. (1996). 《The Quantum Theory of Fields》 2. Cambridge University Press. ISBN 978-0-521-55002-4.
- Weinberg, S. (2000). 《The Quantum Theory of Fields》 3. Cambridge University Press. ISBN 978-0-521-66000-6.
- Gross, F. (2008). 《Relativistic Quantum Mechanics and Field Theory》. John Wiley & Sons. ISBN 978-3-527-61734-0.
- Nazarov, Y.V.; Danon, J. (2013). 《Advanced Quantum Mechanics: A Practical Guide》. Cambridge University Press. ISBN 978-0-521-76150-5.
- Bogolubov, N.N. (1989). 《General Principles of Quantum Field Theory》 2판. Springer. 272쪽. ISBN 978-0-7923-0540-8.
- Mandl, F.; Shaw, G. (2010). 《Quantum Field Theory》 2판. John Wiley & Sons. ISBN 978-0-471-49683-0.
- Lindgren, I. (2011). 《Relativistic Many-body Theory: A New Field-theoretical Approach》. Springer series on atomic, optical, and plasma physics 63. Springer. ISBN 978-1-4419-8309-1.
- Grant, I.P. (2007). 《Relativistic Quantum theory of atoms and molecules》. Atomic, optical, and plasma physics. Springer. ISBN 978-0-387-34671-7.

### 일반적인 양자 이론 및 응용
- Pfeifer, W. (2008) [2004]. 《Relativistic Quantum Mechanics, an Introduction》.
- Lukačević, Igor (2013). “Relativistic Quantum Mechanics (Lecture Notes)” (PDF). 2014년 8월 26일에 원본 문서 (PDF)에서 보존된 문서.
- “Relativistic Quantum Mechanics” (PDF). 케임브리지 대학교.
- Miller, David J. (2008). “Relativistic Quantum Mechanics” (PDF). University of Glasgow. 2020년 12월 19일에 원본 문서 (PDF)에서 보존된 문서. 2023년 6월 2일에 확인함.
- Swanson, D.G. (2007). “Quantum Mechanics Foundations and Applications”. Alabama, USA: Taylor & Francis. 160면.
- Calvert, J.B. (2003). “The Particle Electron and Thomas Precession”.
- Arteha, S.N. “Spin and the Thomas precession”.